# بوری‌کو
بوری‌کو (به ژاپنی: 無礼講 ぶれいこう)، ضیافتی که هدفش رهایی از سلسله مراتب و مقام و خوش گذرانی است.
تصور می‌شود که مفهوم بوری‌کو از زمان‌های قدیم در ژاپن وجود داشته است. با این حال، نام بوری‌کو به‌طور خاص در اوایل دهه ۱۳۲۰ در پایان دوره کاماکورا مورد استفاده قرار گرفت، زمانی که ملاقاتی بین نجیب دربار و محقق کنفوسیوس هینو سوکه‌تومو و بستگان/همکارش هینو توشیموتو برگزار شد زمانی این یک نوع مهمانی چای بود که در آن فقط با استعدادترین افراد دور هم جمع می‌شدند تا با هم گپ بزنند و با پوشیدن عمدی لباس‌هایی که مناسب موقعیت یک سالن نبود، تشخیص وضعیت اجتماعی بالاتر و پایین‌تر را دشوار می‌کردند.
با این حال، از آنجایی که بسیار پیشرفته بود، گاهی توسط بالاترین رتبه‌بندی روشنفکران جامعه نجیب دربار، مانند امپراتور بازنشسته امپراتور هانازونو، مورد انتقاد قرار می‌گرفت. طبق یک نظریه، اولین نمونه از توچا، سلف مراسم چای است. علاوه بر این، نظریه ای وجود دارد که نشان می‌دهد ضیافت رنگا دوره موروماچی از بوری‌کو سرچشمه گرفته است، بنابراین یک انجمن مهم در تاریخ فرهنگی است.